# شبح الأوبرا (فلم 1925)
شبح الأوبرا هو فيلم رعب صامت أميريكي لعام 1925 اقتباس غاستون ليرو من رواية شبح الأوبرا، من إخراج روبرت جوليان وبطولة لون تشاني، الأب في دور البطولة لشبح مشوه الذي يهاجم دار الأوبرا في باريس،  مما تسبب في القتل والفوضى في محاولة لجعل المرأة التي يحبها نجمة. ويبقى الفيلم الأكثر شهرة نظرا للمكياج المروع، الذي ابتكره الشبح لنفسه وكان يحتفظ سرا بالاستوديو حتى العرض الأول للفيلم.
الفيلم يقوم ببطولته أيضا مريم فيلبين، نورمان كيري، آرثر ادموند كاروى، جيبسون جولاند، جون سانت بوليس، وسنيتز ادواردز. كانت آخر عضو على قيد الحياة قامت بالبطولة كارلا لاملي (1909-2014)، ابنة أخ المنتج كارل لاملي، التي لعبت دورا صغيرا باسم «راقصة باليه الأولى» في الفيلم عندما كانت حوالي في 15 من عمرها.
الفيلم تم اقتباسه من إليوت ج. كلوسون، توم ريد وريمون إل. شروك وقام بإخراجه روبرت جوليان وقام بمساعدته في الإخراج لون تشاني [بحاجة لمصدر] وإدوارد سيدجويك[بحاجة لمصدر].

## ملخص قصة الفيلم
والسيناريو المقدم يستند على نسخة الإصدار العامة لعام 1925، التي لديها مشاهد ومتواليات إضافية في ترتيب مختلف عن الإصدار المطبوع إعادة إصدار القائمة (انظر أدناه). 
يبدأ الفيلم مع لأول مرة من الموسم الجديد في دار الأوبرا في باريس، مع إنتاج شارل جونو  فاوست . كونت فيليب دي شايني (جون سانت بوليس) وشقيقه، وفيكونت راؤول دي شايني (نورمان كيري) في الحضور. راؤول يحضر فقط على أمل سماع حبيبته كريستين داي المفنية (ماري فيلبين). حققت كريستين ارتفاعا مفاجئا في الصوت من الجوقة لتتجاوز بريما دونا. راؤول يزورها في غرفة خلع الملابس أثناء الأداء، ويجعل نواياه في تمنى أن تقدم كريستين على الاستقالة والزواج منه. كريستين ترفض السماح لعلاقتهما أن تستمر على الطريق بداية حياتها المهنية.
في ذروة الموسم الأكثر ازدهارا في تاريخ الأوبرا، الإدارة تستقيل فجأة. وبينما هم يمضون يقولون للمديرين الجدد أن شبح الأوبرا، يسأل عن مربع الأوبرا رقم 5، من بين أمور أخرى. المديرين الجدد يضحكون ويعدونه على سبيل المزاح، ولكن الإدارة القديمة تترك ويملأها الاضطراب.
بعد الأداء، فتيات الباليه يشعرن بالانزعاج من قبل مرأى رجل غامض في زى غريب طربوش (آرثر ادموند كاروي)، الذي يسكن في أقبية. بحجة ما إذا كان هو الفانتوم، أم لا قرروا أن نسأل جوزيف بوكيت، وهو كومبارس الذي شهد في الواقع وجه الشبح. يصف بوكيت مشهدا مروعا للفتيات عن هيكل عظمي الذين أخذتهم الدهشة حين أبصروه يلقي بظلاله الغريبة على الجدار. الكومبارس فلورين بابيلون (سنيتز ادواردز) لا يروقه ذلك سيمون (جيبسون جولاند)، الذي يطارده. وفي الوقت نفسه، السيدة. كارلوتا (ولاية فرجينيا بيرسون)، ومغنية الأوبرا الأولى من مسرح أوبرا باريس الكبير إندفعت إلى مكتب المديرين في غضب. وقالت إنها تلقت رسالة من «الفانتوم»، مطالبا كريستين أن تغنى دور مارغريت في الليلة التالية، وهدد بعواقب وخيمة إذا لم تتم الاستجابة لمطالبه. كريستين في غرفة خلع الملابس لها في تلك اللحظة، تتحدث إلى صوت الفانتوم (الذي يراه الجمهور يلقى بظلاله على الحائط وراء غرفة خلع الملابس.) الصوت يحذرها أنها يجب أن تأخذ دور كارلوتا يوم الأربعاء وانها يجب أن تحصر تفكيرها فقط في حياتها المهنية وسيدها.
في اليوم التالي، في حديقة بالقرب من دار الأوبرا، راؤول يلتقي كريستين وطلب منها أن تعيد النظر في عرضه. كريستين تعترف أنها قد درست من قبل الصوت الإلهي، «روح الموسيقى»، وأن ما عليها الآن أن تفعل هو الحفاظ على مسيرتها العملية والمهنية. راؤول يقول لها انه يعتقد أن شخصا ما يلعب مزحة عليها ولكنها إنفجرت في وجهه غاضبة.
مساء الأربعاء، كارلوتا كانت مريضة وكريستين تأخذ مكانها في الأوبرا. أثناء الأداء، مديرو المسرح يذهبون إلى مربع 5 ليروا بالضبط من الذي اتخذه. حارس المربع لا يعرف من هو، كما أنه لم يرى وجهه. اثنين من المديرين يدخلان المربع والدهشة تملأهما لرؤية شخصية غامضة تجلس. أنها يخرجان من المنطقة ويعيدان تنظيم أنفسهم، ولكن عندما يدخلون المربع مرة أخرى، كان الشخص قد ذهب. في ادائها التالى، كريستين تصل إلى قمة مجدها لها خلال العرض النهائي وتحصل على حفاوة بالغة من قبل الجمهور. عندما يزورها راؤول في غرفة خلع الملابس، تظاهرت أنها لاتعرفه، لأنه مجهول بالنسبة لتلك الموجودة في الغرفة، صوت الفانتوم كان موجودا. راؤول قضى المساء خارج غرفتها، وبعد أن غادر البعض، تماما كان هو على وشك الدخول، يسمع صوت داخل الغرفة. يسمع صوتا جعل نواياه لكريستين: «قريبا، كريستين، سوف تتخذ هذه الروح شكلا وسوف يطالبك بالحب من جانبك !» عندما تترك كريستين الغرفة راؤول يكسر الباب ولكنه يجد الغرفة فارغة. تتلقى كارلوتا مذكرة أخرى من الفانتوم. ومرة أخرى، فإنه يطالبها أن تدعى المرض وتدع كريستين تأخذ دورها ومديري المسرح أيضا قد حصلوا على مذكرة، تؤكد أنه إذا لم تغنى كريستين، فإن الأوبرا سوف تقدم «فاوست» كعرض بديل.

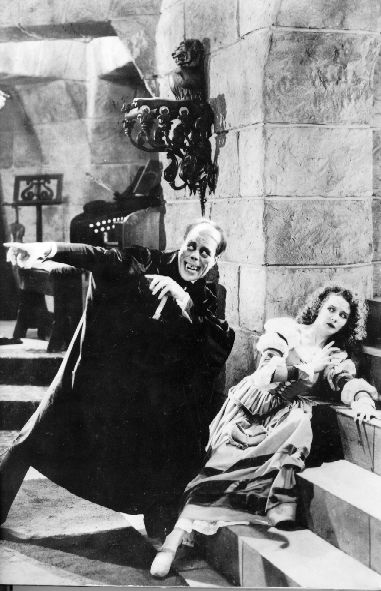
إريك، الفانتوم (لون تشاني) وكريستين داي (مريم فيلبين)

 مساء اليوم التالي، على الرغم من تحذيرات الشبح، تظهر كارلوتا مفعمة بالتحدي تقوم بدور مارغريت. في البداية، سار الأداء على ما يرام، ولكن سرعان ما سرت لعنة الشبح لتأخذ وتحدث أثرا، مما يتسبب في تهاوى الثريا الكريستال الكبيرة، لتسقط على الجمهور. كريستين تركض إلى غرفة خلع الملابس وتصرع من سماع صوت غامض من خلال باب سري وراء المرآة، بإسلوب تنازلي، في تسلسل يشبه الحلم، وشعور شبه واعي وهي تمتطى حصانا في طريق درج متعرج في أعماق دار الأوبرا وقالت إنها من ثم قد ركبت جندولا على بحيرة جوفية من قبل شبحا ملثما في عرينه. الشبح يقدم نفسه على أنه إريك ويعلن حبه لكريستين ولكنها يغمى عليها، لذلك يحملها إريك إلى جناح داخلى للراحة. في اليوم التالي، عندما تستيقظ، قالت انها وجدت مذكرة من إريك يخبرها أنهاستكون بكامل حريتها تأتي وتذهب كيفما شاءت، ولكنها يجب ألا ننظر وراء قناعه. في الغرفة المجاورة يقوم الشبح بمسابقته، «دون جون المنتصر»، فضول كريستين تغلب عليها، فتسلّلت خلف الشبح ونزعت عنه قناعه، فظهر وجهه المشوه بشكل مخيف، بغضب، وضع الشبح خططه ليمنع سجينه من أن يعرف. في محاولة لطلب عفوه، اعتذر منها ليزور عالمها للمرة الأخيرة، مع هذا الشرط لم ترى حبيبها مجددا أبداً.

## روابط خارجية
- شبح الأوبرا على موقع IMDb (الإنجليزية)
- شبح الأوبرا على موقع الموسوعة البريطانية (الإنجليزية)
- شبح الأوبرا على موقع روتن توميتوز (الإنجليزية)
- شبح الأوبرا على موقع نتفليكس (الإنجليزية)
- شبح الأوبرا على موقع ألو سيني (الفرنسية)
- شبح الأوبرا على موقع Turner Classic Movies (الإنجليزية)
- شبح الأوبرا على موقع أول موفي (الإنجليزية)
- شبح الأوبرا على موقع فيلمافينيتي (الإسبانية)
- شبح الأوبرا على موقع قاعدة بيانات الأفلام السويدية (السويدية)
- شبح الأوبرا على موقع قاعدة بيانات الفيلم (الإنجليزية)
- شبح الأوبرا على موقع قاعدة بيانات الفيلم (الإنجليزية)